# 雲南提督
雲南提督，全稱為提督雲南等處地方總兵官，是清朝統領雲南省軍務的綠營最高軍事長官，駐紮在大理府（今雲南省大理市大理鎮），統轄著雲南的九位綠營總兵官，為從一品武官。受雲貴總督、雲南巡撫管轄。乾隆初年時所轄綠營官兵總數約41500人。雲南提督是在清朝順治十八年九月十六日（1660年11月7日）時所設立。首任雲南提督為原雲南臨元廣西鎮總兵，即後來的「河西四將」之首張勇。

## 編制

### 提督本標
- 駐紮成都府，軍官40人，兵卒3900人

1. 中營:參將1人、守備1人、千總2人、把總4人、兵780名。
2. 左營:游擊1人、守備1人、千總2人、把總4人、兵780名
3. 右營:游擊1人、守備1人、千總2人、把總4人、兵780名
4. 前營:游擊1人、守備1人、千總2人、把總4人、兵780名
5. 後營:游擊1人、守備1人、千總2人、把總4人、兵780名

### 直轄官兵
- 雲南提督直轄，軍官8人，兵卒770人

㈠大理城守營:正四品都司，駐紮大理府，守備1人、千總2人、把總4人、兵770名。

### 下轄總兵
1. 臨元鎮總兵官:所轄軍官45人，兵卒4590人
2. 曲尋鎮總兵官:所轄軍官40人，兵卒4680人
3. 開化鎮總兵官:所轄軍官40人，兵卒4590人
4. 楚姚鎮總兵官:所轄軍官32人，兵卒3120人
5. 永順鎮總兵官:所轄軍官38人，兵卒3800人
6. 鶴麗鎮總兵官:所轄軍官40人，兵卒4090人
7. 永北鎮總兵官:所轄軍官24人，兵卒1953人
8. 昭通鎮總兵官:所轄軍官54人，兵卒6990人
9. 普洱鎮總兵官:所轄軍官24人，兵卒2651人

## 歷任雲南提督
| 任職者   | 任期              | 旗籍       | 接任前官職         | 卸任後官職     | 備註                                         |
| -------- | ----------------- | ---------- | ------------------ | -------------- | -------------------------------------------- |
| 張勇     | 順治18年-康熙2年  |            | 雲南臨元廣西鎮總兵 | 甘肅提督       | 一等靖逆侯，少傅、太子太師，過世後諡「襄壯」 |
| 張國柱   | 康熙2年-康熙12年  |            | 永順鎮總兵         |                | 太子少保                                     |
| 桑峨     | 康熙12年          | 漢軍鑲藍旗 | 陝西提督           | 湖廣提督       |                                              |
| 胡拜     | 康熙13年-康熙17年 | 漢軍正藍旗 | 湖廣提督           |                | 多羅額駙                                     |
| 桑峨     | 康熙18年-康熙25年 | 漢軍鑲藍旗 | 湖廣提督           | 衰病乞休       |                                              |
| 萬正色   | 康熙25年-康熙27年 |            | 福建陸路提督       | 革職           | 騎都尉，太子少保                             |
| 諾穆圖   | 康熙27年-康熙33年 |            | 鑲藍旗漢軍副都統   | 鑲藍旗漢軍都統 |                                              |
| 李偏圖   | 康熙33年-康熙50年 | 漢軍正白旗 | 永順鎮總兵         | 鑲白旗漢軍都統 | 騎都尉，過世後諡「襄敏」                     |
| 張谷貞   | 康熙50年-雍正1年  |            | 鎮筸鎮總兵         | 以老疾乞休     | 過世後諡「勤果」                             |
| 郝玉麟   | 雍正1年-雍正7年   | 漢軍鑲白旗 | 鶴麗鎮總兵         | 廣東總督       | 騎都尉                                       |
| 張耀祖   | 雍正7年-雍正9年   |            | 鶴麗鎮總兵         | 革職           |                                              |
| 哈元生   | 雍正9年           |            | 安籠鎮總兵         | 貴州提督       |                                              |
| 蔡成貴   | 雍正9年-乾隆6年   |            | 左江鎮總兵         | 休致           |                                              |
| 潘紹周   | 乾隆6年-乾隆13年  |            | 松潘鎮總兵         | 古北口提督     | 雲騎尉                                       |
| 武繩謨   | 雍正9年           |            | 四川提督           |                |                                              |
| 冶大雄]  | 乾隆14年-乾隆17年 |            | 昭通鎮總兵         | 哈密總兵       |                                              |
| 呂瀚     | 乾隆17年-乾隆20年 |            | 哈密總兵           | 過世           |                                              |
| 王朝輔   | 乾隆21年-乾隆23年 | 漢軍鑲紅旗 | 潮州鎮總兵         | 因病解任       | 雲騎尉                                       |
| 額爾格圖 | 乾隆23年-乾隆28年 | 滿洲鑲藍旗 | 太原鎮總兵         | 過世           | 過世後諡「勤恪」                             |